# (401) Оттилия
(401) Оттилия (нем. Ottilia) — типичный астероид главного пояса, принадлежащий к семейству Кибелы. Он был обнаружен 16 марта 1895 года немецким астрономом Максом Вольфом и назван в честь Оттилии, святой покровительницы Эльзаса, особо почитаемой в немецком регионе Чёрных Гор (Шварцвальд) и французских Вогезах.

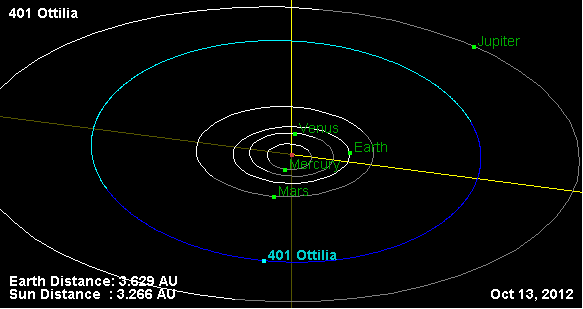
Орбита астероида Оттилия и его положение в Солнечной системе